# Tabou (underprefektur)
Tabou är en underprefektur i Elfenbenskusten. Den ligger i departementet med samma namn, i den sydvästra delen av landet, 300 km sydväst om huvudstaden Yamoussoukro.